# Успенський сільський округ (Успенський район)
Успе́нський сільський округ (каз. Успенка ауылдық округі, рос. Успенский сельский округ) — адміністративна одиниця у складі Успенського району Павлодарської області Казахстану. Адміністративний центр — село Успенка.
Населення — 4869 осіб (2021; 4479 у 2009, 5893 у 1999, 7685 у 1989).
Станом на 1989 рік існувала Успенська сільська рада (села Білоусовка, Образцовка, Успенка). Село Образцовка було ліквідоване 2003 року. 2013 року село Білоусовка було передане до складу новоствореного Білоусовського сільського округу, але 2018 року повернуто назад. Тоді ж до складу округу було включене село Трав'янка Козикеткенського сільського округу.

## Склад
До складу округу входять такі населені пункти:
| Населений пункт  | Старі назви | Населення, осіб (1989) | Населення, осіб (1999) | Населення, осіб (2009) | Населення, осіб (2021) |
| ---------------- | ----------- | ---------------------- | ---------------------- | ---------------------- | ---------------------- |
| Білоусовка, село | -           | 784                    | 598                    | 320                    | 312                    |
| Образцовка, село | -           | 94                     | 61                     | -                      | -                      |
| Трав'янка, село  | -           | 386                    | 135                    | 92                     | 61                     |
| Успенка, село    | -           | 6421                   | 5099                   | 4067                   | 4496                   |